# Василій (Васильцев)
Архієпи́скоп Васи́лій (в миру Всеволод Степанович Васильцев; 23 травня 1928, с. Великий Мидськ, Польська республіка — 21 листопада 1998, Кіровоград, Україна) — архієрей Української Православної Церкви (Московського Патріархату), архієпи́скоп Кіровогра́дський і Олександрі́йський.
Хіротонізований у єпископа 1989 року і звідтоді до 1998 року очолював Кіровоградську єпархію Українського екзархату РПЦ, з 1991 року її спадкоємницю Кіровоградську єпархію УПЦ.

## Біографія

### Юність
Всеволод Степанович Васильцев народився 23 травня 1928 року в с. Великий Мидськ Волинського воєводства на території міжвоєнної Польської республіки (згодом Дераженський район Рівненської області України, тепер Костопільський район) у родині священика. Початкову освіту здобув у польській школі. 
У 1947 році, після закінчення школи в с. Тучин, вступив у третій клас Волинської духовної семінарії.
В 1949 році у Московську духовну академію. МДА закінчив у 1953 році зі ступенем кандидата богослов'я за працю «Уніатство у Південно-Західній Русі за час святительської діяльності Київського митрополита Петра Могили».
З 1953 по 1957 рік викладав Новий Заповіт, біблійну історію та церковний спів у Волинській семінарії. 
У 1947 році був помічником регента кафедрального собору в місті Петрозаводську, Карелія, де служив священиком його батько. У тому ж році одружився.

### Початок служіння
У листопаді 1958 року єпископом Астраханським Сергієм (Ларіним) був висвячений у сан диякона до церкви святителя Миколая у місті Камишині Волгоградської області.
18 жовтня 1964 єпископом Саратовським і Волгоградським Варфоломієм (Гондаровським) висвячений на священика до Троїцькому кафедральному собору міста Саратова. 
У 1965 році призначений настоятелем Собору на честь Зішестя Святого Духа міста Саратова. На новому місці служіння о. Всеволод у короткий термін зміг налагодити життя парафії, організував один із найкращих в єпархії хорів, у цей період розкрився проповідницької дар майбутнього архієрея. 
Із вересня 1965 року став благочинним Саратовського округу, а в 1967 році зведений у сан протоієрея.
У 1971 році овдовів. У тому ж році після публікацій у саратовській пресі, спрямованих проти прот. Всеволода та його батька, о. Всеволод був знятий з реєстрації і позбавлений місця служіння. Стараннями архиєпископа Саратовського і Волгоградського Пимена (Хмелевського) конфлікт із владою було залагоджено, і о. Всеволод зайняв місце священика Троїцького кафедрального собору міста Саратова. 
У 1973—1988 роках знову ніс послух благочинного Саратовського округу. 
У 1988 році прот. Всеволод був одним з організаторів святкування 1000-річчя Хрещення Русі в Саратові, у тому ж році призначений настоятелем Троїцького кафедрального собору міста Саратова, в якому організував архієрейський хор.

### Архієрейське служіння
13 вересня 1989 року прот. Всеволоду Священним Синодом РПЦ визначено після постригу у чернецтво бути єпископом Кіровоградським і Миколаївським. 
27 вересня 1989 року намісником Києво-Печерської лаври єпископом Переяслав-Хмельницьким Іонафаном (Єлецьких) прот. Всеволод був пострижений у чернецтво з ім'ям на честь свт. Василія Великого
29 вересня зведений у сан архімандрита.
Хіротонія архімандрита Василія в єпископа Кіровоградського і Миколаївського відбулася 1 жовтня 1989 року за Божественною літургією у Володимирському кафедральному соборі Києва. Хіротонію здійснили: митрополит Київський і Галицький, Патріарший Екзарх України Філарет (Денисенко), архієпископ Чернігівський і Ніжинський Антоній (Вакарик), Івано-Франківський і Коломийський Макарій (Свистун), Волинський та Рівненський Варлаам (Ільющенко), єпископи: колишній Кіровоградський і Миколаївський Севастіан (Пилипчук), Сумський і Охтирський Никанор (Юхим'юк), Переяслав-Хмельницький Іонафан (Єлецьких).
У червні 1992 року, після утворення самостійної Миколаївської єпархії, єпископ Василій отримав титул єпископа Кіровоградського і Новомиргородського, а 28 липня 1994 року зведений в сан архієпископа і з 1994 року мав титул архієпископа Кіровоградського і Олександрійського.
Одним із перших кроків владики на Кіровоградської кафедрі було вирішення проблем, пов'язаних із поверненням Церкві храмів та реєстрацією нових громад, а також проблеми підбору та підготовки кандидатів на свячення. Єпископ Василій розмовляв зі ставлениками, навчав їх основам літургіки та богослужбової практики. За час свого архієрейського служіння він висвятив понад 100 священиків. Особливими предметами турботи владики були створення професійних церковних хорів, підбір репертуару, підготовка регентів та співців для парафій єпархії. Маючи великий досвід парафіяльного служіння, єпископ Василій намагався оберігати свою паству від негараздів у церковному житті. У Кіровоградській єпархії до смерті владики не утворилося жодної неканонічної парафії. На Архієрейському соборі РПЦ 31 березня — 5 квітня 1992 року виступив із засудженням автокефалії УПЦ. Брав участь у Житомирській архієрейській нараді та Харківському архієрейському соборі УПЦ 1992 року.
З 1996 року стан здоров'я архієпископа Василія поступово погіршувався, але, незважаючи на важку хворобу, він продовжував здійснювати богослужіння, брав участь у єпархіальному житті. 5 листопада 1998 року Священний Синод УПЦ ухвалив рішення відправити владику на спокій за станом здоров'я. Архієпископ Василій (Васильцев) помер 21 листопада 1998року і похований поряд з Преображенським собором міста Кіровограда.

## Погляди і праці
Архієпископ Василій (Васильцев) був активним противником автокефалії УПЦ. У численних виступах і проповідях із питання автокефалії він постійно підкреслював, що єднання Російської та Української Церков є «рятівним для українського народу» і той ступінь автономії, що наданий УПЦ, цілком достатній. 
На Архієрейському соборі РПЦ 31 березня — 5 квітня 1992 року владика виступив із рішучою критикою автокефалії. Він також брав участь у Житомирській архієрейській нараді та Харківському архієрейському соборі УПЦ 1992 року, де дії митрополита Філарета (Денисенка) було засуджено як розкол й обрано нового предстоятеля УПЦ — митрополита Володимира (Сабодана).

### Богословські праці
- Униатство в Юго-Западной Руси за время святительской деятельности Киевского митр. Петра Могилы (1953, кандидатська дисертація)

### Публіцистика
- Празднование 40-летия победы на Волге // ЖМП. 1984. № 2. С. 38.

### Виступи, інтерв'ю
- Наречение и хиротония архим. Василия (Васильцева) во еп. Кировоградского и Николаевского // ЖМП. 1990. № 6. С. 11-13

### Сайти
- Василий (Васильцев)

| Петро Могила | Це незавершена стаття про православного релігійного діяча чи діячку. Ви можете допомогти проєкту, виправивши або дописавши її. |